# Patronage laïque du 15e – Maison pour tous

Paris 15e arrondissement - Quartiers

Le Patronage laïque du 15e – Maison pour tous, est une association loi de 1901, dans le 15e arrondissement de Paris dédiée à la vie locale, culturelle et sociale depuis 1892. Les locaux historiques était au 72, avenue Félix-Faure jusqu'en 2012. 

## Histoire

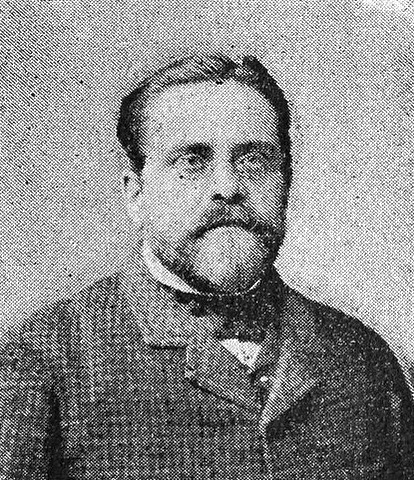
Le député Chauvière, fondateur du patronage

Fondées en 1892, les Œuvres Laïques, précurseurs de la loi de 1905, avaient pour objectif d’offrir des loisirs éducatifs aux enfants, de l’arrondissement.
Le 15 mars 1892, à l'initiative et sur proposition d'Emmanuel Chauvière, député du 15e arrondissement de 1893 à 1910, conseiller municipal de Javel, la « Société du patronage du 15e arrondissement » est créé. 
Le bureau se composait de; président, Justin Poiry, entrepreneur de démolitions, qui fut candidat Blanquiste en 1890et 1896, conseiller municipal du 15e de 1900 à 1925, il recevra une médaille de bronze pour ses vingt-cinq années de mandat ; vice-président M. Renaud, industriel ; trésorier M. Chassin, industriel ; secrétaire, Serres ; sous-secrétaire Henry Poiry ; archiviste, Couary ; directeur du patronage, M. Pinacqui fut président en 1903 et recevra les palmes académiques en 1906,,.
Les membres de droit étaient ; le maire et ses adjoints Barruel, Dard et Vernon, les conseillers municipaux de l'arrondissement, les députés Camille Pelletan, Pierre Baudin, Henry Marmottan maire du XVIe arrondissement.
Parmi les adhésions précieuses acquises, on note entre autres ; M.Michel de la Compagnie des lits militaires, les loges maçonniques la Fédération et les Zélés philanthropes, Bellanger, Lucien-Victor Meunier, les hommes politiques ; Léon Laurençon, Louis Parisot.
Le premier patronage est établi au préau de l'école, rue Lacordaire . En 1898 le siège social du patronage est situé au 23, rue Leblanc puis de 1905 à 1908 au 38, rue de l'Église,siège de l'université populaire « L'Émancipation du quinzième ». L'objet de l'association est « Protéger l'enfant contre les dangers de la rue, l'instruire, le distraire, le moraliser », les activités sont ; « Escrime, gymnastique, instruction militaire, musique, jeux divers, colonie de vacances ».

Le patronage laïque du 15e arrondissement est subventionné par le conseil municipal depuis 1894 ,,,. En 1897, on organise déjà des fêtes et tombolas au profit des enfants pauvres du quartier, des artistes de renom des théâtres et concerts parisiens et des lauréats du Conservatoire de Paris prêtent leur concours gracieusement. À cette époque, il existe aussi un patronage laïque de jeunes filles du 15e arrondissement sous les auspices de l'épouse du député Alphonse Humbert après lequel une place a été nommée dans le quartier en 1931.

### Le patronage du 72, avenue Félix Faure
Le 1er décembre 1908, le préfet du département de la Seine Justin-Germain Casimir de Selves agissant au nom de la ville de Paris et en exécution d'une délibération du conseil municipal en date du 12 juillet 1906, donne à bail un terrain communal situé à l'angle de la rue Tisserand et de l'avenue Félix-Faure à la société, destiné à la construction d'un patronage. Le bail est fait pour une durée de 18 années entières et consécutives, moyennant une redevance annuelle de 20 Francs,. 
En 1909, les locaux historiques comprenant l'immeuble du 72 avenue Félix-Faure furent construits grâce à une souscription populaire financée par des ouvriers et instituteurs de l'arrondissement ,. En 1912 le siège social est 6, rue Tisserand.
Ce bâtiment comprenait une charpente mortaisée et la façade principale sur l'avenue Félix-Faure, percée d'une large baie, comprenait quelques éléments de modénature. La façade qui longeait la rue Tisserand, était garnie de pans de bois et percée de hautes fenêtres. L'espace intérieur, couvert d'une charpente en bois comportait une couverture de tuiles mécaniques qui fut réaménagé à la fin des années 1950.
L'association en a fait don à la Ville de Paris en 1927.

### Œuvre des patronages laïques duVIIeetXVearrondissements - Maison des enfants
Le 24 mars 1935, lors d'une assemblée générale, il est décidé de fusionner les deux associations préexistantes ; l'« Œuvre du patronage laïque du VIIe et XVe arrondissements » fondée en 1931 et la « Société du patronage laïque du XVe arrondissement » fondée en 1892 pour devenir : l'« Œuvre des patronages laïques du VIIe et  XVe arrondissements - Maison des enfants, » le président-fondateur est M. Poiry ancien conseiller municipal. Le siège social de cette nouvelle association est établie au 72, avenue Félix-Faure.
Dans ses statuts, il est stipulé que « l'œuvre a pour but général de continuer l'œuvre d'instruction laïque en la complétant par une éducation morale, démocratique, sociale et civique » et de « soustraire l'enfant au péril des mauvaises fréquentations et à tous les dangers de la rue ».

### Le patronage au fil de l'histoire du Paris social auXXesiècle
En 1911, le syndicat des aviateurs organise une fête au profit de l'œuvre animé par l'orchestre du patronage, avec au programme; « causeries sur l'aviation et projection cinématographique fournie par la maison Gaumont ». En 1920, sur proposition de Justin Poiry, pour développer l'enseignement par l'image, une subvention extraordinaire est accordée par la ville de Paris au patronage laïque « pour l'installation dans son local d'un cinéma éducateur où seront faites des conférences avec films aux enfants et adultes ».
En 1916, le patronage abrite l'œuvre des prisonniers de guerre du 15e arrondissement. En 1923, la section du 15e arrondissement de l'association générale des mutilés de la guerre et l'Union nationale des mutilés, réformés et anciens combattants y organise une fête lors de sa réunion générale et la troupe du patronage gagne le deuxième prix du concours théâtral de la fédération des œuvres post-scolaires.
En 1924, on note la « réouverture » du patronage et à cette occasion une fête enfantine est organisée avec « orchestre, illusioniste, pièce de théâtre, monologue hilarant, phénomène vocal avec sketch à transformation, récit de fables... ». Une section de l'union polymatique des anciens combattants et victimes de la guerre est installée au patronage, et y donne des bals, concerts, et des cours gratuits. Des soirées de gala sont données au profit des enfants de l'arrondissement. En 1926 l'arbre de Noël de l'association des familles nombreuses du 15e arrondissement est célébré sous la présidence des députés Evain et Pierre Dupuy.

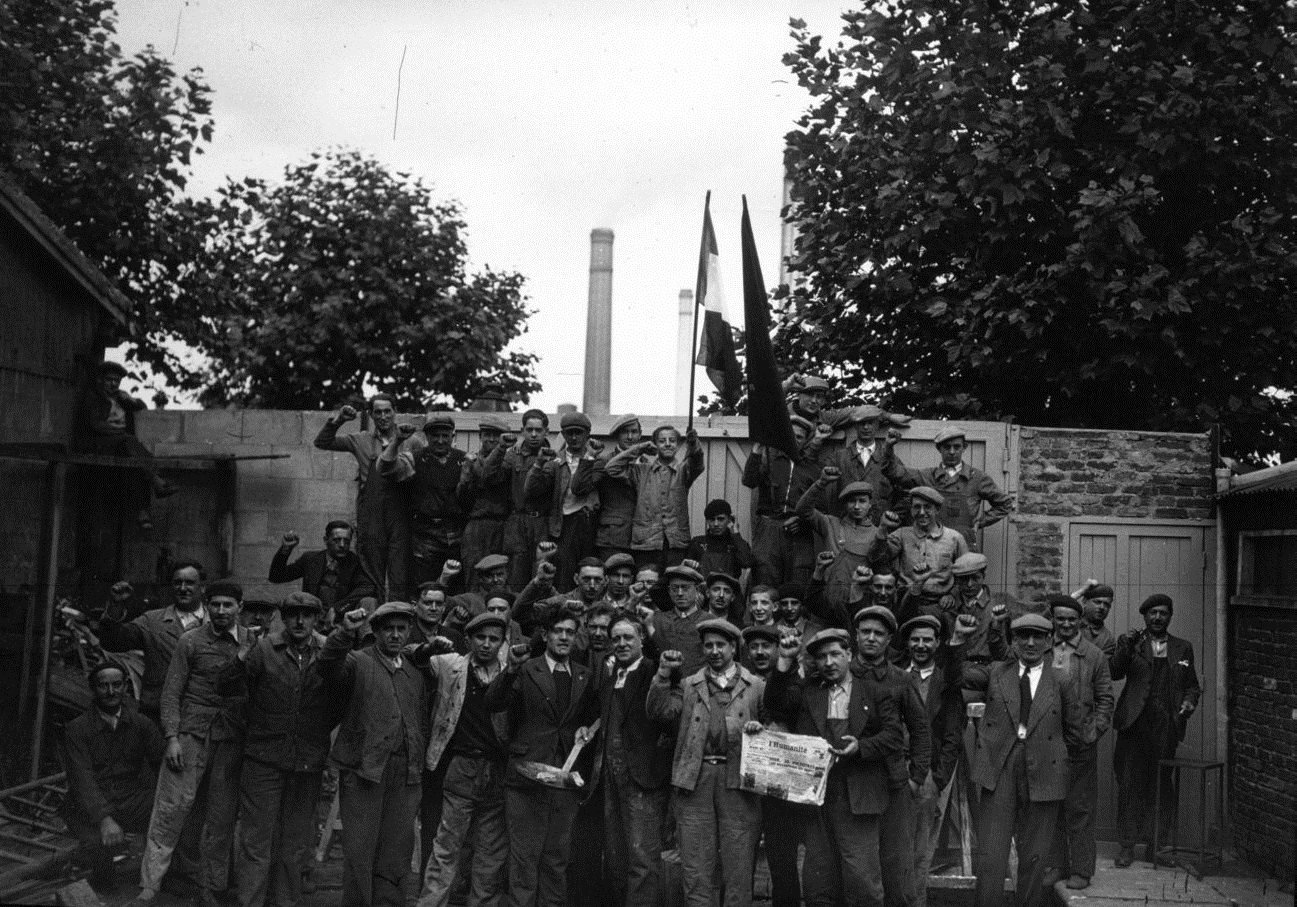
Grévistes de la métallurgie dans une usine de banlieue à Paris en 1936

Dans les années trente et la période du Front populaire, la salle des fêtes du patronage est utilisé pour des fêtes et bals de nuit, des congrès syndicaux, meetings politiques,et réunions d'ouvrierscomme ceux de Citroen du Quai de Javelsous la présidence de Jules Fourrier et Charles Michels, André Marty, députés de Paris, et des interventions du syndicaliste Jean-Pierre Timbaud.
En 1939, la Maison de la Culture du 15e arrondissement organise une fête au patronage à l'occasion du 150e anniversaire de la Révolution la même année se tient un meeting au patronage de « Paix et Libertés » de Francis Jourdain.
En 1936, la section du 15e de Ciné-Liberté y présente ses derniers films.
En 1937 et 1956, Marceau Pivert fait des allocutions dans la salle du patronage,.
En 2006, le patronage laïque accueille pour la quatrième fois l'assemblée départementale de la Fédération sportive et gymnique du travail. 
La fête de la musique est célébrée régulièrement au patronage laïque depuis 1982.

## Présentation
En 2012, la propriété et les locaux historiques du 72, rue Félix-Faure sont démolis,, un autre équipement moderne, le Patronage laïque Jules Vallès, est édifié sur le même site. En 2012, l'association Patronage Laïque du 15e – Maison Pour Tous est relogé provisoirement dans des anciens locaux de la ville de Paris au 61, rue Violet.
Équipement polyvalent de proximité, l’association met ses locaux à disposition des particuliers et des associations pour des réunions, colloques, forums, des ateliers culturels et de loisirs, et évènements familiaux. Elle organise aussi différents évènements en partenariat avec des associations: représentation de théâtre, spectacle pour tout public, bal et concert, exposition, conférence, projection-débat, cours de langue Espagnole et Russe, cours de Hatha Yoga, cours de dance et guitare.

## Galerie

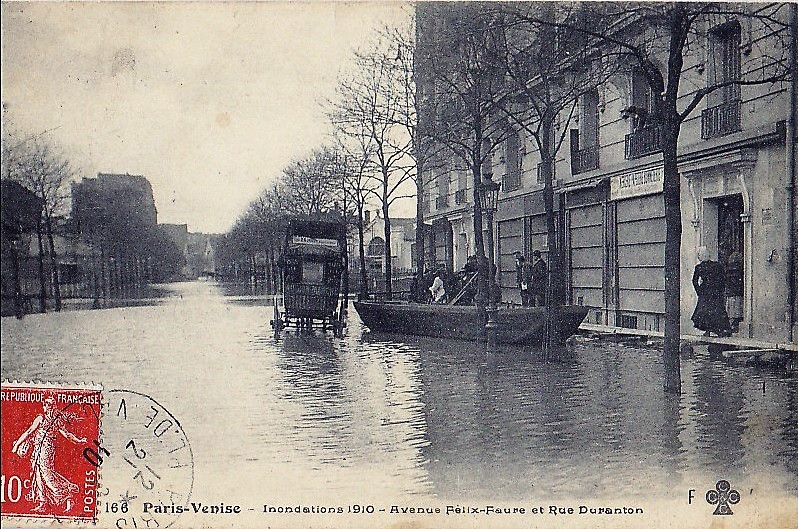
Vue de l'avenue Félix-Faure et rue Duranton pendant les inondations de 1910, le Patronage Laique est visible sur la droite de la voiture à cheval au 72.
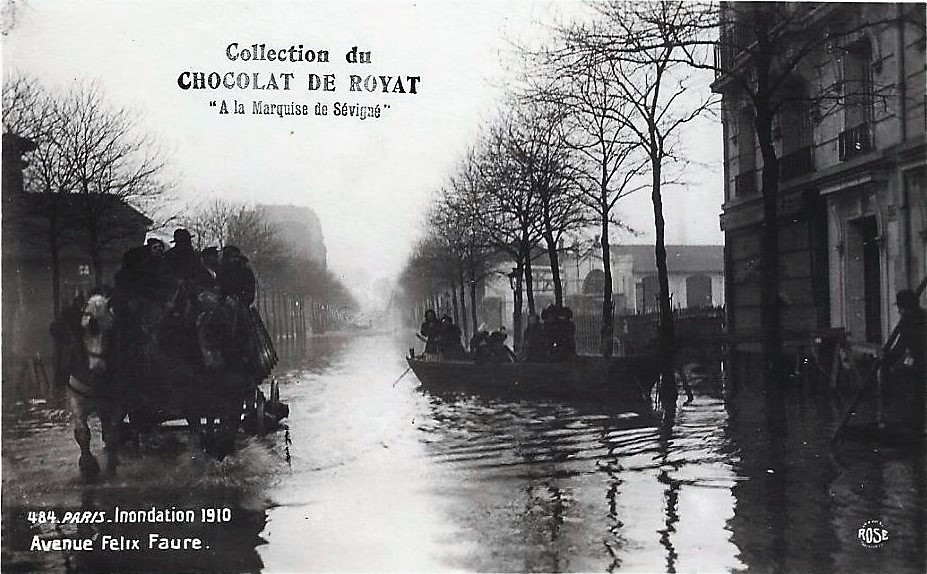
Vue de l'avenue Félix-Faure pendant les inondations de 1910, le Patronage Laïque est visible sur la droite de la barque au 72.

## Sources
- Archives du Patronage Laïque du 15e arrondissement – Maison Pour Tous.
- Œuvre des patronages laïques du VIIe et  XVe arrondissements - Maison des enfants. Statut et Règlements. Paris, L'émancipatrice, imprimerie coopérative, 3, rue Pondichery. 1935.